# Hella (gruppo musicale)
Gli Hella sono un gruppo musicale noise rock statunitense originario della California e attivo dal 2001.

## Formazione
Attuale
- Spencer Seim - chitarra
- Zach Hill - batteria

Ex membri
- Dan Elkan - voce, chitarra, sintetizzatore
- Jonathan Hischke - basso
- Josh Hill
- Carson McWhirter
- Aaron Ross

## Discografia
Album
- Hold Your Horse Is (2002), 5 Rue Christine
- The Devil Isn't Red (2004), 5 Rue Christine
- Church Gone Wild/Chirpin' Hard (2005), Suicide Squeeze
- There's No 666 in Outer Space (2007), Ipecac Recordings
- Tripper (2011), Sargent House

EP
- Leather Diamond (2001)
- Falam Dynasty (2002), 5 Rue Christine
- Bitches Ain't Shit but Good People (2003), Suicide Squeeze
- Total Bugs Bunny on Wild Bass (2003), Narnack Records
- Concentration Face/Homeboy (2005), 5 Rue Christine
- Acoustics (2006), Toad Records/5 Rue Christine
- Santa's Little Hella (2013), Joyful Noise